# ضهبة
الضَهْبَة أو الكمنسيل (الاسم العلمي: Cumminsiella) هو جنس من الفطريات يتبع الفصيلة الشقرانية من رتبة الشقرانيات.

## أنواع فطر الكمنسيل
- كمنسيل رائع
- كمنسيل تكساني
- كمنسيل وتوني
- كمنسيل ستاندلي
- كمنسيل دموي
- كمنسيل قطبي جنوبي
- كمنسيل ستولبي
- كمنسيل ظلي
- كمنسيل سانتا